# Peggy Sattler
Pour les articles homonymes, voir Sattler.
Peggy Sattler (née en 1962) est une femme politique provinciale canadienne de l'Ontario. Elle représente la circonscription de London-Ouest à titre de député du Nouveau Parti démocratique de l'Ontario depuis 2013.

## Biographie
Née à Dundas en Ontario, Sattler étudie à l'Université McMaster où elle ressort avec un baccalauréat en sciences politiques et réalise une maîtrise en politique dans le milieu de l'enseignement à l'Université Western Ontario. Durant ses études à la maîtrise, elle travaille pour les députés néo-démocrates fédéraux Marion Dewar et Jack Whittaker de 1987 à 1990. Alors à Ottawa, elle rencontre son mari, Neil Bradford. Elle travaille aussi pour la députée provinciale néo-démocrate Marilyn Churley à Queen's Park de 1990 à 1995. Servant comme commissaire scolaire pour la Thames Valley District School Board durant 13 ans, entre autres en tant que vice-présidente de 2004 à 2006 et comme présidente de 2006 à 2008, Sattler sert également comme vice-présidente de la Région Ouest de l'Association ontarienne des commissions scolaires.
Professionnellement, avant son entrée en politique, elle est directrice des études en sciences politiques du Academia Group, se spécialisant particulièrement au niveau des études post-secondaire. Le couple vit à London avec leurs deux enfants.

## Carrière politique
Sattler est élue lors de l'élection partielle déclenchée à la suite de la démission du député libéral Chris Bentley. Réélue en 2014 et en 2018, elle augmente constamment sa majorité.
Elle sert comme leader parlementaire du parti en chambre et comme critique en matière de réforme démocratique, des normes d'emplois et d'équité salariale.